# Estação Mapocho

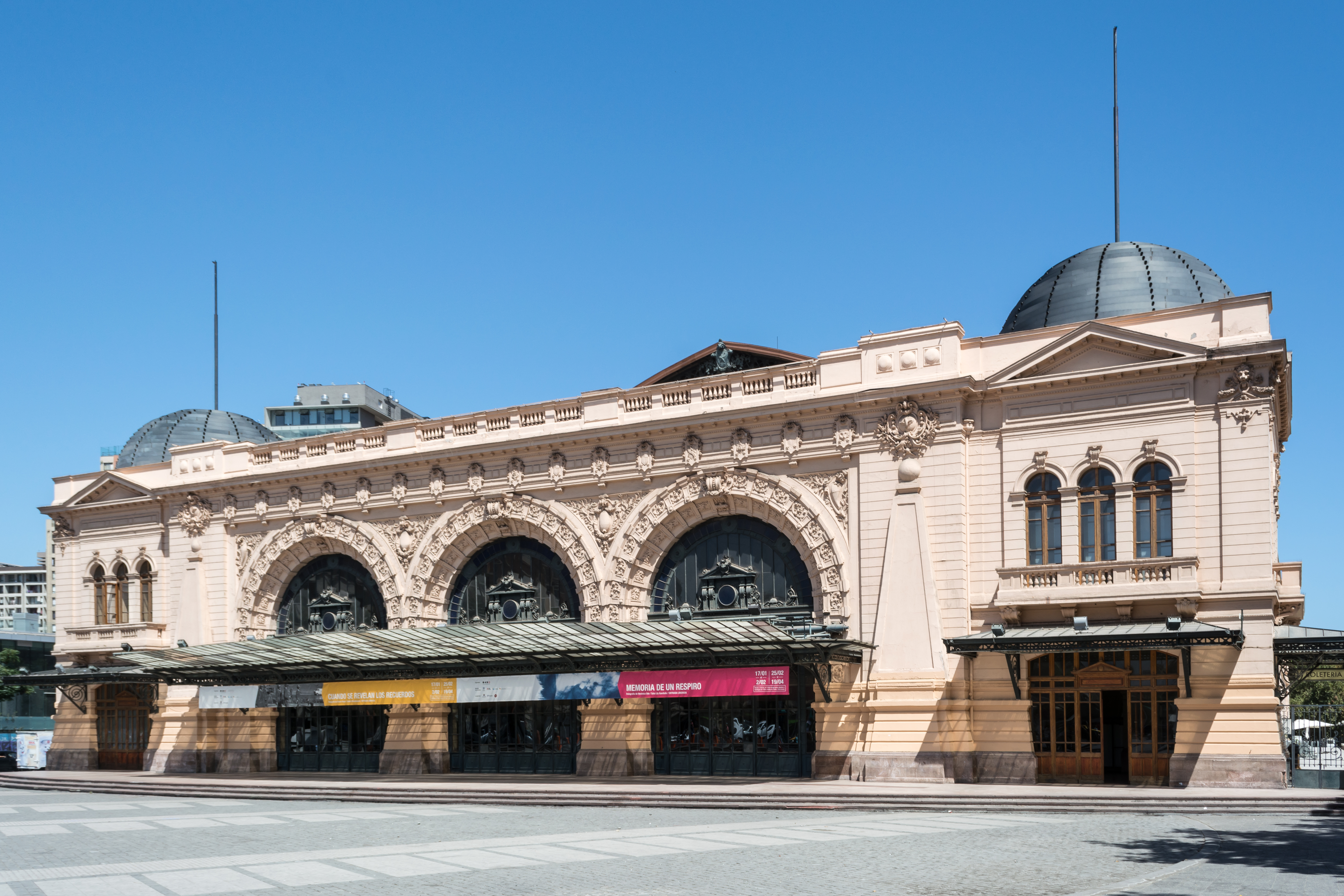
Estação Mapocho

O Centro Cultural Estação Mapocho é um centro cultural chileno, localizado em Santiago de Chile, que ocupa o edifício da antiga Estação Mapocho da Empresa dos Ferrocarriles do Estado do Chile, que foi convertida em tal a começos dos anos 1990.
O Centro Cultural é um espaço patrimonial destinado a difusão cultural do país. Acolhe quase um milhão de visitas por ano nas mais diversas atividades, expressões artísticas e culturais. Além de ser um ponto de encontro em torno a feiras, congressos e conferências internacionais. Sua historia e localização privilegiadas no coração de Santiago, convertem a ex-Estação de trens em uma referencia cultural para visitantes chilenos e estrangeiros.
Com uma superfície de mais de vinte mil metros quadrados distribuídos em quatro níveis, possui um enorme valor histórico, patrimonial e emocional para os chilenos. O centenário edifício foi remodelado entre os anos 1991–1994. O passo de estação de trens a centro cultural constituiu um sinal da importância que tem a cultura na construção de uma sociedade.
Está conectada a Estação Central de Santiago  através do Túnel Matucana.

## História

### Estação de trens

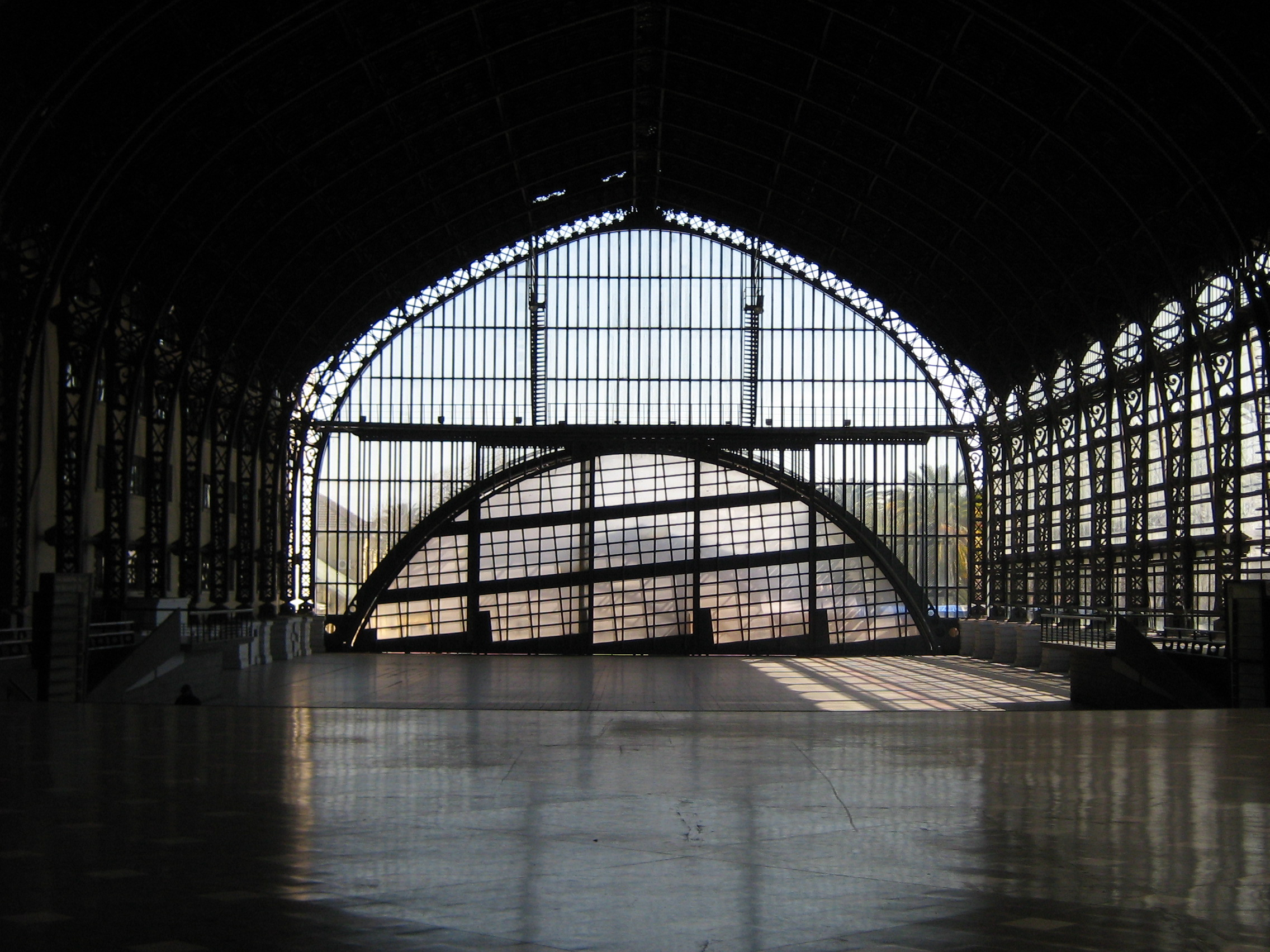
Interior da Estação

O edifício foi construído entre 1905 e 1912 para abrigar uma grande estação de trens e, desta maneira, celebrar o Centenário da Independência do Chile. A Estação Mapocho chegou a ser a mais importante rede ferroviária nacional. Desde ela se podia chegar a lugares como a cidade de Iquique, fazendo conexão em La Calera com o Ferrocarril Longitudinal do Norte. Além disso, em Llaillay se podia transbordar a Los Andes para seguir a Mendoza e depois a Buenos Aires, através do Ferrocarril Trasandino.
A construção do edifício esteve a cargo do arquiteto chileno Emilio Jecquier, quem depois de haver estudado na França quando a Escola de Belas Artes (L'Ecole des Beaux Arts) dominava com suas edificações monumentais e majestosas do estilo neoclássico, voltou ao país influenciado pelos ensinos do conotado arquiteto francês Gustave Eiffel. A cobertura, originalmente vidrada e hoje de cobre, se construiu na Bélgica e está formada por cachos metálicos, rotuladas na base e cúspide. A máxima expresão beaux arts do edifício se aprecia no detalhado modelado de sua fachada principal, assim como nas colunas e cúpulas do hall de acesso.
Em dezembro de 1976, por Decreto N° 1290, a Estação Mapocho foi declarada Monumento Nacional. Anos depois, devido a que o recinto se encontrava em um grave estado de deterioro, se fechou temporalmente para fazer remodelações que no frutificaram. Em 1987 o terminal foi enclausurado e o serviço de trens a Valparaíso foi suspendido indefinidamente. Desde esse feito, o recinto caiu em desuso e total abandono. A Empresa dos Ferrocarriles do Estado traspassou o edifício a CORFO (Corporação de Fomento da Produção) para que vendera o imóvel e o privatizara.
Em fevereiro de 1991 se constituiu a Corporação Cultural da Estação Mapocho, instituição de direito privado sem fins lucrativos que instaurou uma experiência pioneira de gestão privada a cargo de um edifício público, já que se bem pertence ao Estado do Chile, sua administração e financiamento é completamente auto-gestionado por esta corporação. Desde seus inícios, a missão desta entidade tem sido preservá-lo e desenvolve-lo como território de criação e difusão da cultura. Em maio do mesmo ano se decidiu chamar ao Concurso Nacional de Arquitetura para recatar este emblemático edifício.